# Тело Кеплера — Пуансо

Тела Кеплера — Пуансо. Каждое из них идентифицируется названием и символом Шлефли в виде {p, q}. Одна из поверхностей тела выделена жёлтым цветом.

Тело Кеплера — Пуансо — тело, представляющее собой правильный звёздчатый многогранник, не являющийся соединением платоновых и звёздчатых тел.
В 1811 году французский математик Огюстен Коши установил, что существуют всего 4 правильных звёздчатых тела, которые не являются соединениями платоновых и звёздчатых тел. К ним относятся описанные в 1619 году Иоганном Кеплером малый звёздчатый додекаэдр и большой звёздчатый додекаэдр, а также большой додекаэдр и большой икосаэдр, открытые в 1809 году Луи Пуансо. Остальные правильные звёздчатые многогранники являются или соединениями платоновых тел, или соединениями тел Кеплера — Пуансо.

## История

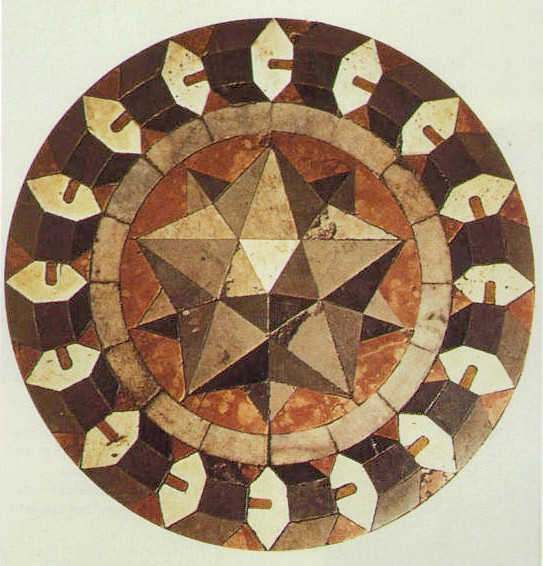
Мозаика в соборе Святого Марка в Венеции, иногда приписывается Паоло Уччелло, 1430

Некоторые из многогранников Кеплера — Пуансо в той или иной форме были известны ещё до Кеплера. Так, изображение малого звёздчатого додекаэдра присутствует в мраморной мозаике, украшающей пол собора Святого Марка в Венеции. Эта мозаика датируется XV веком, авторство иногда приписывается Паоло Уччелло. В XVI веке немецкий ювелир Венцель Ямницер в своём труде Perspectiva corporum regularium (рус. Перспективы правильных тел) изображает большой додекаэдр и большой звёздчатый додекаэдр. По-видимому, до Кеплера никто из художников и учёных не знал всех свойств этих тел.
Малый и большой звёздчатые додекаэдры, которые иногда именуют «многогранники Кеплера», впервые были полностью описаны в трактате Иоганна Кеплера 1619 года Harmonices Mundi. Каждое из этих тел имеет центральную выпуклую область каждой грани, «скрытую» внутри, при этом видны только треугольные плоскости. Кеплер описывает многогранники, используя ту же модель, с помощью которой Платон в диалоге Тимей описывает построение правильных многогранников на основе правильных треугольников. Последним шагом Кеплера было признание, что эти многогранники являются правильными, даже если они не являются выпуклыми, в отличие от обычных платоновых тел.
В 1809 году Луи Пуансо вновь исследовал многогранники Кеплера и обнаружил ещё два правильных звёздчатых многогранника — большой икосаэдр и большой додекаэдр. При этом Пуансо не был уверен, что выявил все возможные виды правильных звездчатых многогранников. Но в 1811 году Огюстен Луи Коши доказал, что существуют всего 4 правильных звёздчатых тела, которые не являются соединениями платоновых и звёздчатых тел, а в 1858 году, Жозеф Бертран представил более общее доказательство. В 1859 году Артур Кэли дал многогранникам Кеплера — Пуансо названия, под которыми они, как правило, известны сегодня. Сто лет спустя Джон Конвей разработал терминологию для звёздчатых многоугольников. В рамках этой терминологии он предложил слегка изменённые имена для двух из правильных звёздчатых многогранников.
| Терминология Кэли            | Терминология Конвея          |
| Малый звёздчатый додекаэдр   | Звёздчатый додекаэдр         |
| Большой додекаэдр            | Большой додекаэдр            |
| Большой звёздчатый додекаэдр | Звёздчатый большой додекаэдр |
| Большой икосаэдр             | Большой икосаэдр             |

Терминология Конвея в настоящее время используется, но не имеет широкого распространения.

## Характеристики

### Невыпуклость
Эти тела имеют плоскости в виде пятиугольников. Малый и большой звёздчатый додекаэдры имеют плоскости в виде невыпуклых правильных звёзд. Большой додекаэдр и большой икосаэдр имеют выпуклые плоскости.
У всех этих тел две плоскости могут пересекаться, образуя линию, которая не является ребром какой-либо плоскости, и, таким образом, часть каждой грани проходит через внутреннюю часть тела. Такие линии пересечения иногда называются ложными рёбрами. Аналогично, в случае, когда три таких линии пересекаются в точке, не принадлежащей углу какой-либо плоскости, эти точки называются ложными вершинами. Например, малый звездчатый додекаэдр имеет 12 пятиугольных граней с центральной пятиугольной частью, скрытой внутри тела. Видимые части каждой грани состоят из пяти равнобедренных треугольников, которые касаются грани в пяти точках. Можно рассмотреть эти треугольники как 60 отдельных плоскостей, образующих новый, неправильный многогранник, который внешне выглядит идентичным изначальному. Каждое ребро теперь будет разделено на три коротких ребра (двух разных видов), при этом 20 ложных вершин станут истинными, и, таким образом, в общей сложности у тела будет 32 вершины (опять-таки двух видов). Скрытые внутренние пятиугольники больше не будут являться часть многогранной поверхности, и могут исчезнуть. Теперь Эйлерова характеристика содержит: 60 — 90 + 32 = 2. Но этот новый многогранник уже не описывается символом Шлефли {5/2, 5} , и поэтому не является телом Кеплера — Пуансо, хотя по-прежнему выглядит, как одно из них.

### Эйлерова характеристика χ
Тела Кеплера — Пуансо покрывают площадь описанных вокруг них сфер более одного раза, при этом центры граней выступают в качестве точек перегиба на поверхностях, имеющих пятиугольные плоскости, и вершин — на других поверхностях. Из-за этого тела Кеплера — Пуансо не обязательно топологически эквивалентны сфере, в отличие от платоновых тел, и, в частности, Эйлерова характеристика
{\displaystyle \chi =V-E+F=2\ }
для них не всегда имеет место. Шлефли установил, что все многогранники должны иметь χ = 2, и счёл, что малый звездчатый додекаэдр и большой додекаэдр не являются правильными многогранниками. Эта точка зрения не была широко распространённой.
Модифицированная форма формулы Эйлера, выведенная Артуром Кэли, справедливая как для выпуклых многогранников, так и для тел Кеплера — Пуансо, выглядит так:
{\displaystyle d_{v}V-E+d_{f}F=2D.}.

### Двойственность
Тела Кеплера — Пуансо существуют в двойственных (дуальных) парах:
- Малый звездчатый додекаэдр — большой додекаэдр
- Большой звездчатый додекаэдр — большой икосаэдр.

### Сводная таблица свойств
Свойства тел Кеплера-Пуансо представлены в следующей таблице:
| Название                     | Изображение | Сферическая проекция | Диаграмма звёздчатого многогранника | Символ Шлефли {p, q} | Поверхности {p} | Ребра | Вершины  | χ  | Плотность | Группы симметрии | Двойственный многогранник    |
| ---------------------------- | ----------- | -------------------- | ----------------------------------- | -------------------- | --------------- | ----- | -------- | -- | --------- | ---------------- | ---------------------------- |
| Малый звёздчатый додекаэдр   |             |                      |                                     | {5/2,5}              | 12 {5/2}        | 30    | 12 {5}   | -6 | 3         | Ih               | Большой додекаэдр            |
| Большой додекаэдр            |             |                      |                                     | {5,5/2}              | 12 {5}          | 30    | 12 {5/2} | -6 | 3         | Ih               | Малый звёздчатый додекаэдр   |
| Большой звездчатый додекаэдр |             |                      |                                     | {5/2,3}              | 12 {5/2}        | 30    | 20 {3}   | 2  | 7         | Ih               | Большой икосаэдр             |
| Большой икосаэдр             |             |                      |                                     | {3,5/2}              | 20 {3}          | 30    | 12 {5/2} | 2  | 7         | Ih               | Большой звездчатый додекаэдр |

## Отношения между правильными многогранниками
| Имеют одно и то же расположение вершин:                                     | Имеют одни и те же вершины и рёбра:            |
| --------------------------------------------------------------------------- | ---------------------------------------------- |
| Икосаэдр, Малый звёздчатый додекаэдр, Большой икосаэдр и Большой додекаэдр. | Малый звёздчатый додекаэдр и Большой икосаэдр. |
| Додекаэдр и Большой звёздчатый додекаэдр.                                   | Икосаэдр и Большой додекаэдр.                  |

Малый звёздчатый додекаэдр и большой икосаэдр имеют одни и те же вершины и ребра. Икосаэдр и большой додекаэдр также имеют одни и те же вершины и ребра.
Все три додекаэдра являются звёздчатыми правильными выпуклыми додекаэдрами, большой икосаэдр является звёздчатым правильным выпуклым икосаэдром.
Если при пересечении фигур возникают новые рёбра и вершины, полученные многогранники не будут правильными, но их ещё можно считать звёздчатыми.

## В массовой культуре и искусстве

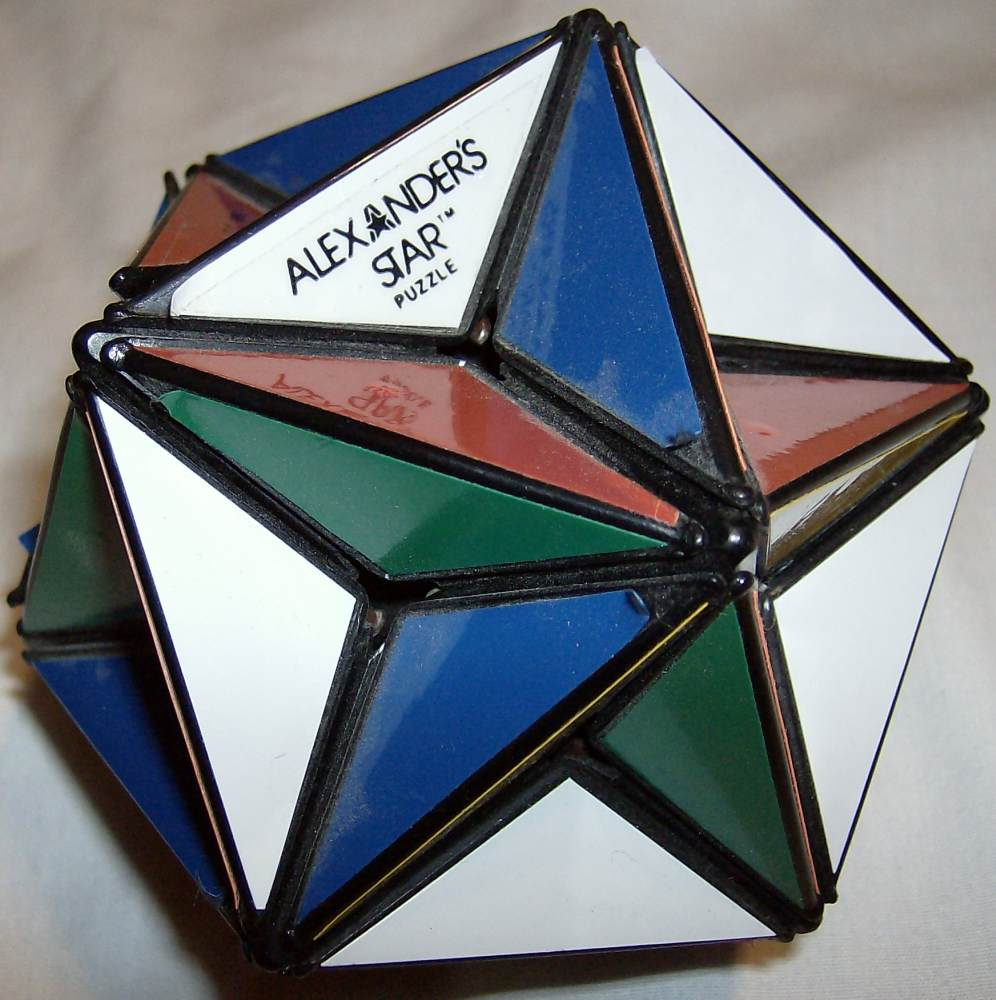
Звезда Александера

В XX веке известный представитель имп-арта Мауриц Эшер в своём творчестве нередко обращался к сюжетам, основанным на восприятии различных многомерных фигур; в частности, его литография Гравитация изображает малый звёздчатый додекаэдр.
В основу перестановочной головоломки 1980-х годов — звезды Александера — положен большой додекаэдр.